# De Soto (Misuri)
De Soto es una ciudad ubicada en el condado de Jefferson en el estado estadounidense de Misuri. En el Censo de 2010 tenía una población de 6400 habitantes y una densidad poblacional de 574,53 personas por km².

## Geografía
De Soto se encuentra ubicada en las coordenadas 38°8′28″N 90°33′39″O / 38.14111, -90.56083. Según la Oficina del Censo de los Estados Unidos, De Soto tiene una superficie total de 11.14 km², de la cual 11.14 km² corresponden a tierra firme y (0%) 0 km² es agua.

## Demografía
Según el censo de 2010, había 6400 personas residiendo en De Soto. La densidad de población era de 574,53 hab./km². De los 6400 habitantes, De Soto estaba compuesto por el 95.8% blancos, el 1.61% eran afroamericanos, el 0.41% eran amerindios, el 0.42% eran asiáticos, el 0.02% eran isleños del Pacífico, el 0.34% eran de otras razas y el 1.41% pertenecían a dos o más razas. Del total de la población el 0.8% eran hispanos o latinos de cualquier raza.